# موسی کامارا
موسی کامارا (انگلیسی: Moussa Kamara؛ زادهٔ ۳ آوریل ۱۹۹۹) بازیکن فوتبال است.
از باشگاه‌هایی که در آن بازی کرده‌است می‌توان به باشگاه فوتبال تولوز اشاره کرد.
وی همچنین در تیم ملی فوتبال گامبیا بازی کرده‌است.